# Cmentarz wojenny nr 301 – Żegocina
Cmentarz wojenny nr 301 – Żegocina – cmentarz z I wojny światowej zaprojektowany przez Franza Starka, znajdujący się we wsi Żegocina w województwie małopolskim, w powiecie bocheńskim, w gminie Żegocina. Jeden z ponad 400 zachodniogalicyjskich cmentarzy wojennych zbudowanych przez Oddział Grobów Wojennych C. i K. Komendantury Wojskowej w Krakowie.
Cmentarz znajduje się przy kościele parafialnym Zachowany i utrzymany jest w bardzo dobrym stanie. Zajmuje powierzchnię około 460 m². Oddzielony od terenu kościoła jest kamiennym murem. W czasie walk w sąsiadującym kościele mieścił się szpital polowy. Większość pochowanych na cmentarzu żołnierzy zmarła w szpitalu w wyniku odniesionych ran.
Znajduje się na nim 7 grobów pojedynczych oraz 7 zbiorowych. Pochowano w nich 88 żołnierzy poległych w 1914 roku:
- 9 Rosjan m.in. z 292 Małoarchangielski Pułk Piechoty, 296 Griazowiecki Pułk Piechoty oraz z 147 Pułku Piechoty (147-й пехотный Самарский полк)
- 11 Austriaków z 24 IR, 25 IR, 29 IR, 33 IR, 39 IR, 6 Pułk Dragonów Austro-Węgier, 8 Pułk Dragonów Austro-Węgier.
- 68 Niemców m.in. z 217, 218, 219 220 i Pruskiego Rezerwowego Pułku Piechoty (Reserve Infanterie-Regiment (Preußische) Nr 217, 218, 219 i 220) m.in.:
  - Jozua Garnap, kpt. † 9.12.1914 z P.R.I.R. 220
  - Hermann Martens, kpt. † 11.12.1914 z P.R.I.R. 217
  - Kaspar Dahm, por. † 14.12.1914 z P.R.I.R. 219

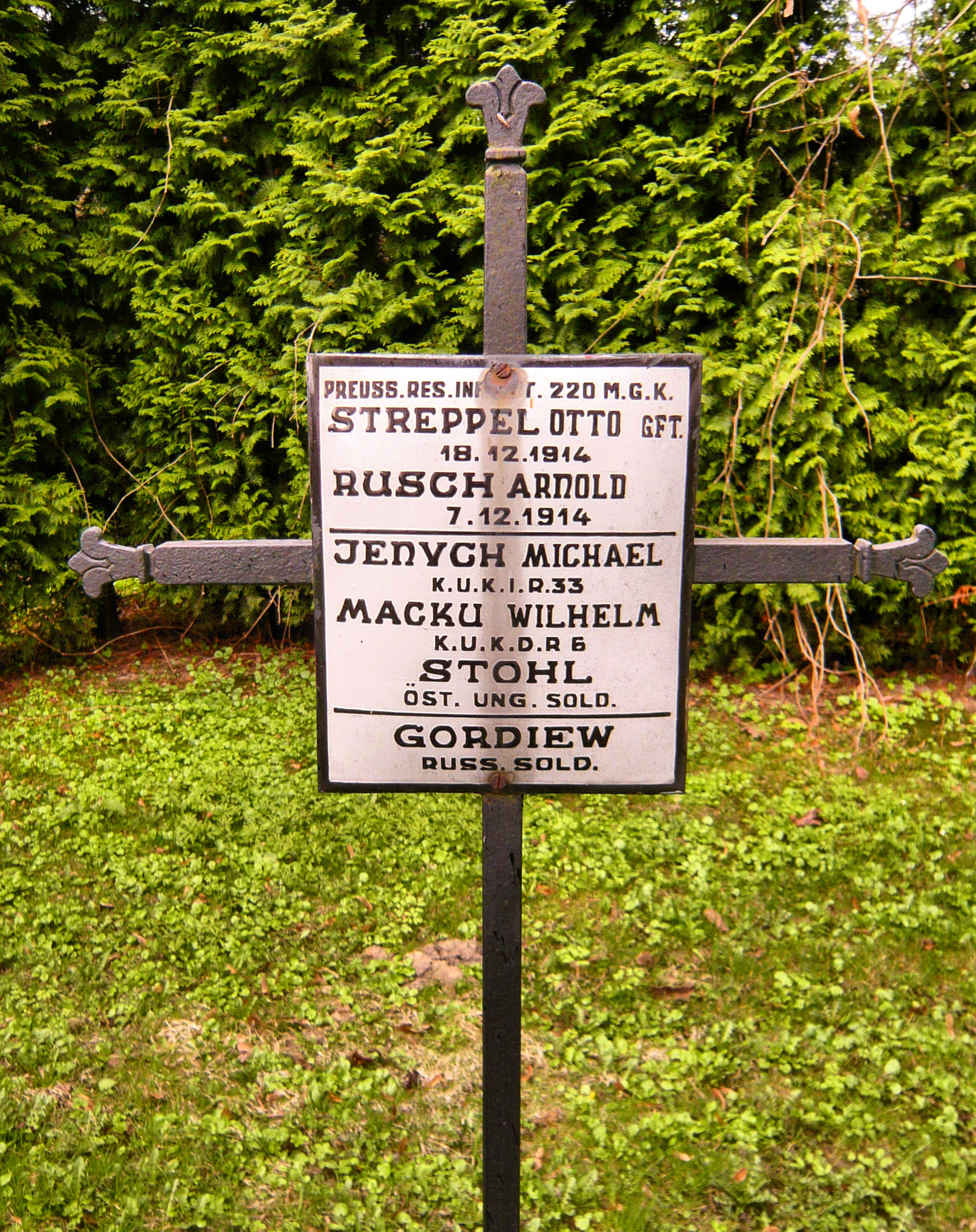
Zbiorowy grób żołnierzy 3 armii
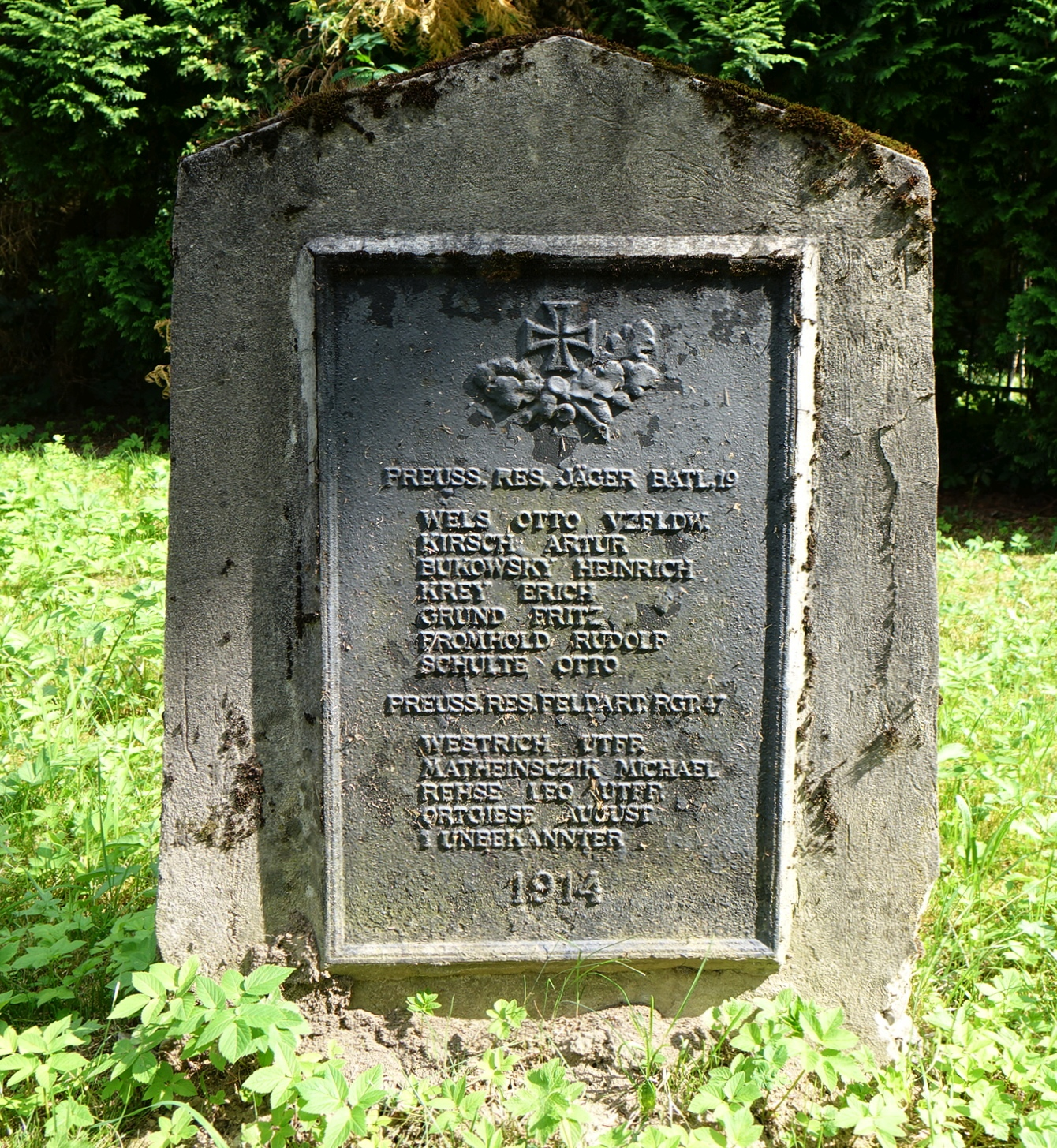
Jedna ze stel
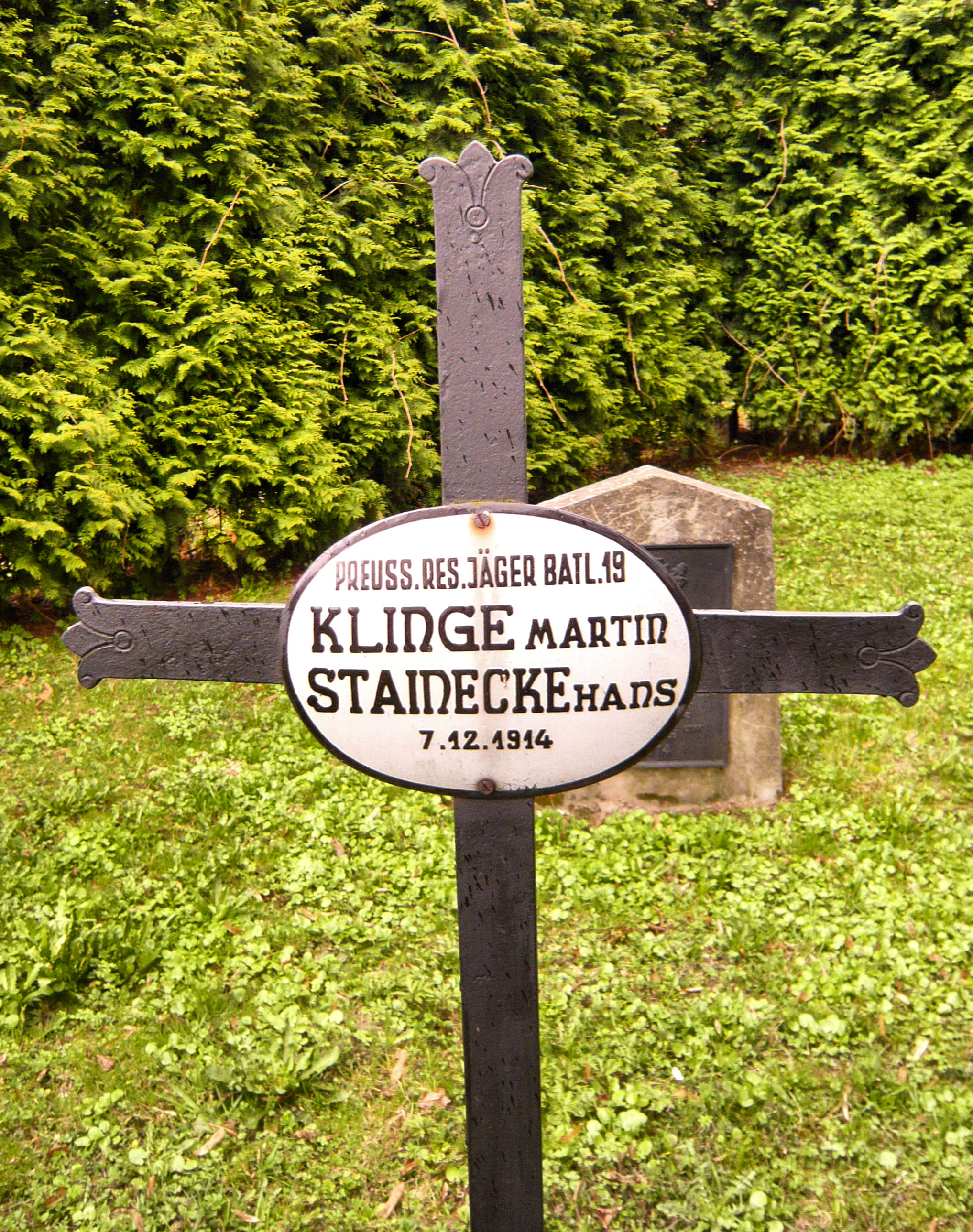
Jeden z krzyży
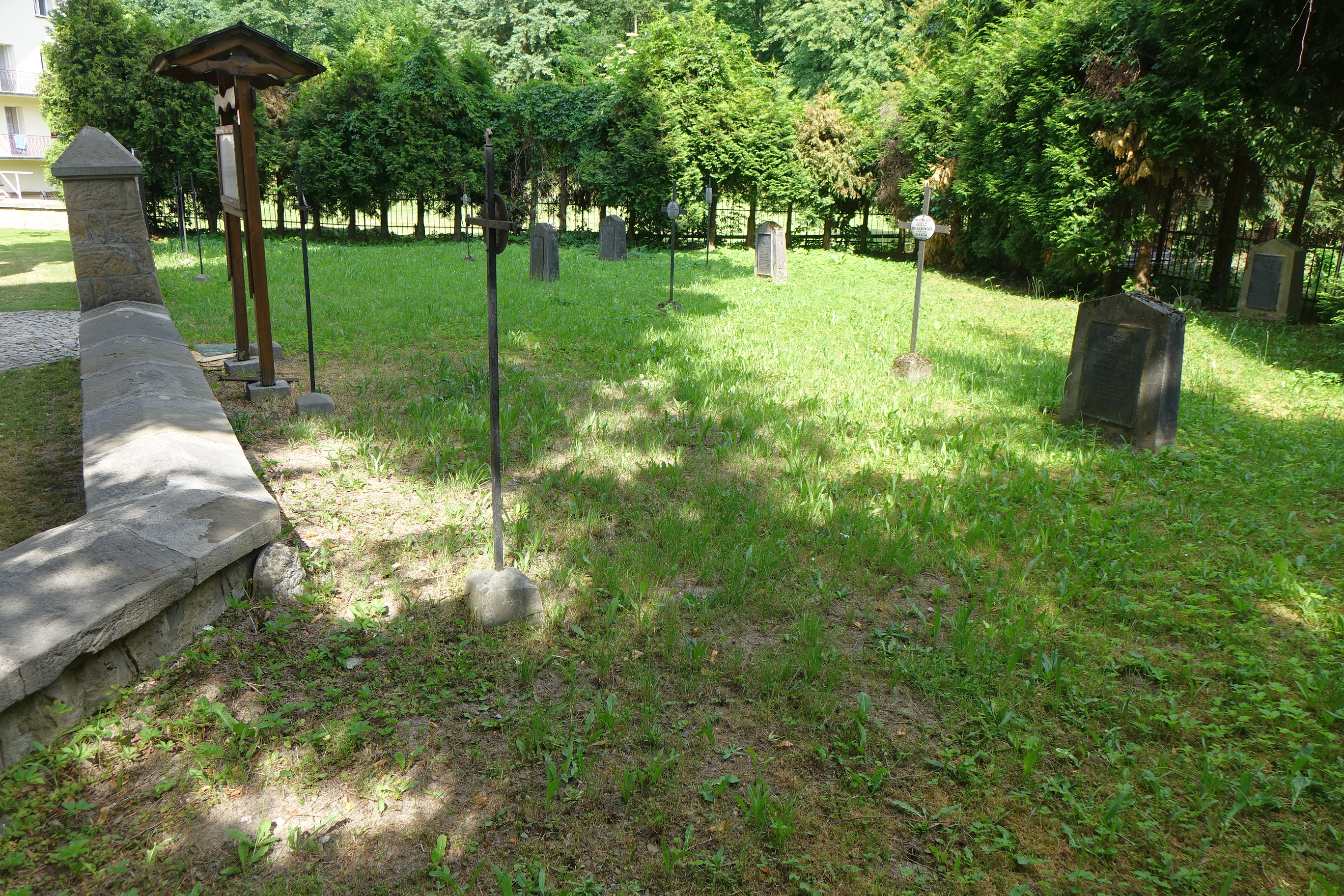
Fragment cmentarza